# Nipsaioi

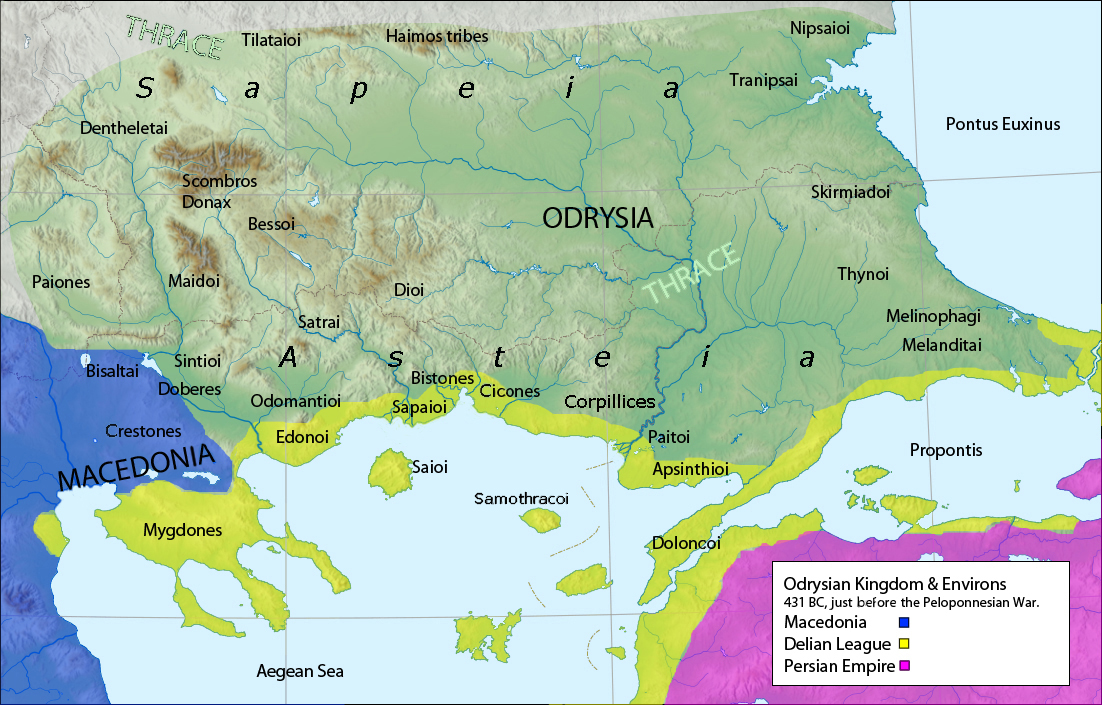
Teritoriul aproximativ ocupat de nipsaioi.

Nipsaioii a fost un neam de origine tracă, localizat de Herodot pe țărmurile de vest ale  Mării Negre, la nord de orașele Mesembria și Apollonia. Tot Herodot notează că s-au predat lui Darius fără luptă, înainte ca expediția acestuia să primească riposta geților din sudul Istrului. În timp, nipsaioii au fost supuși de odrisi, devenind formațiuni tribale ale acestora.